# Jésus de Lyon
Le jésus est un type de saucisson sec, à base de viande et de gras de porc, originaire de la région lyonnaise et en forme caractéristique de poire. C'est un aliment célèbre de la cuisine lyonnaise, classé par la DGCCRF comme « charcuterie sèche de qualité supérieure ».

## Description et caractéristiques

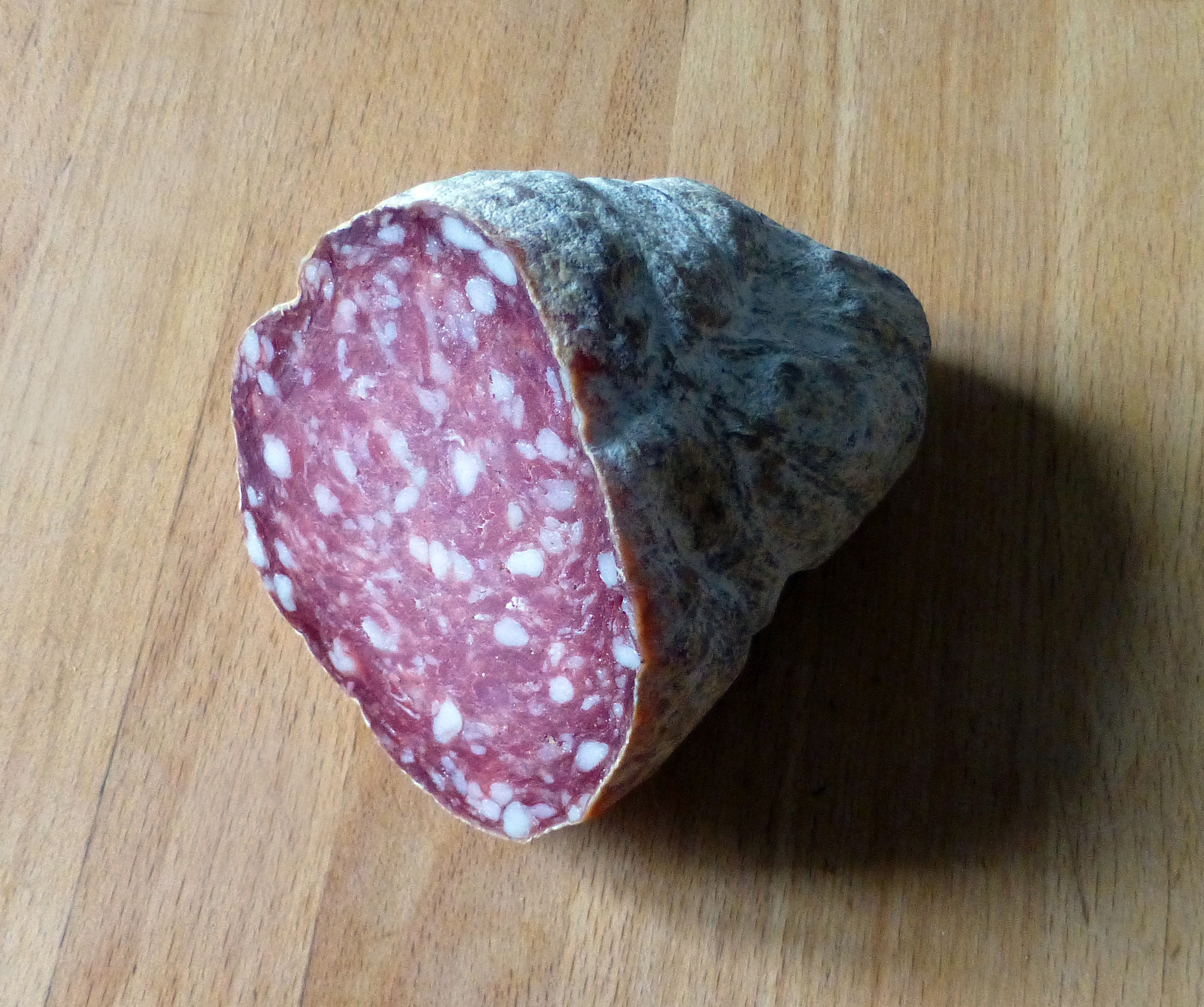
Coupe.

C'est un saucisson assez long et surtout large (environ 10 cm), en forme caractéristique de poire. C'est une charcuterie d'origine paysanne produite à partir de viande de porc et de bardière crus, hachés assez menu, salés et assaisonnés. 
La viande utilisée provient obligatoirement de « parties nobles » (jambon, épaule, longe, poitrine) de porc issus d'élevages de la région répondant à un cahier des charges strict. Les dés de gras dur sont issus de bardière découennée et/ou de poitrine de porc (entre 18 et 20 % du mélange). 
Il est obligatoirement assaisonné de sel, de poivre (généralement de gros grains de poivre noir entiers et un peu de poivre gris moulu), d'ail, de vin rouge de la région, ainsi que de ferments lactiques. On y ajoute souvent d'autres épices (muscade, macis). 
Ce saucisson est embossé dans un boyau assez large appelé « sac de porc », qui lui donne sa forme caractéristique. 
Il est ficelé pour conserver sa forme au cours du séchage (d'où son nom : il ressemble à un petit enfant emmailloté) ; le boyau est recouvert de salpêtre pour prévenir les moisissures et les écoulements de graisse. Il demande au moins une cinquantaine de jours de séchage et de maturation avant d'être consommé. Sa forme plus épaisse en fait un saucisson moins sec (donc plus tendre) que la rosette ou le saucisson de Lyon. 
Un jésus de Lyon pèse généralement entre 400 et 600 grammes, et ne dépasse pas 15 ou 20 % de matière grasse.

## Spécialités similaires
Ce saucisson est proche de la rosette, qui s'en distingue essentiellement par le type de boyau utilisé pour l'embossage, et donc par la forme qui en résulte (la rosette est fuselée).